# DKD-IV
DKD-IV – polski dwumiejscowy samolot sportowy w układzie zastrzałowego górnopłatu z lat 20. XX wieku, zaprojektowany i zbudowany w warsztatach 2. pułku lotniczego w Krakowie przez braci Stanisława i Mieczysława Działowskich. Oblatany we wrześniu 1928 roku DKD-IV był rozwinięciem poprzednich konstrukcji Działowskich – DKD-I i DKD-III. Dwa egzemplarze tego samolotu brały udział w II Krajowym Konkursie Awionetek w Warszawie w 1928 roku, zajmując pierwsze i piąte miejsce; DKD-IV bis uczestniczył też w trzeciej edycji tych zawodów w 1930 roku, zajmując 11. miejsce. Ogółem powstały trzy płatowce DKD-IV, choć planowano wykonanie na rzecz lotnictwa wojskowego 25 sztuk tych maszyn.

## Historia i użycie

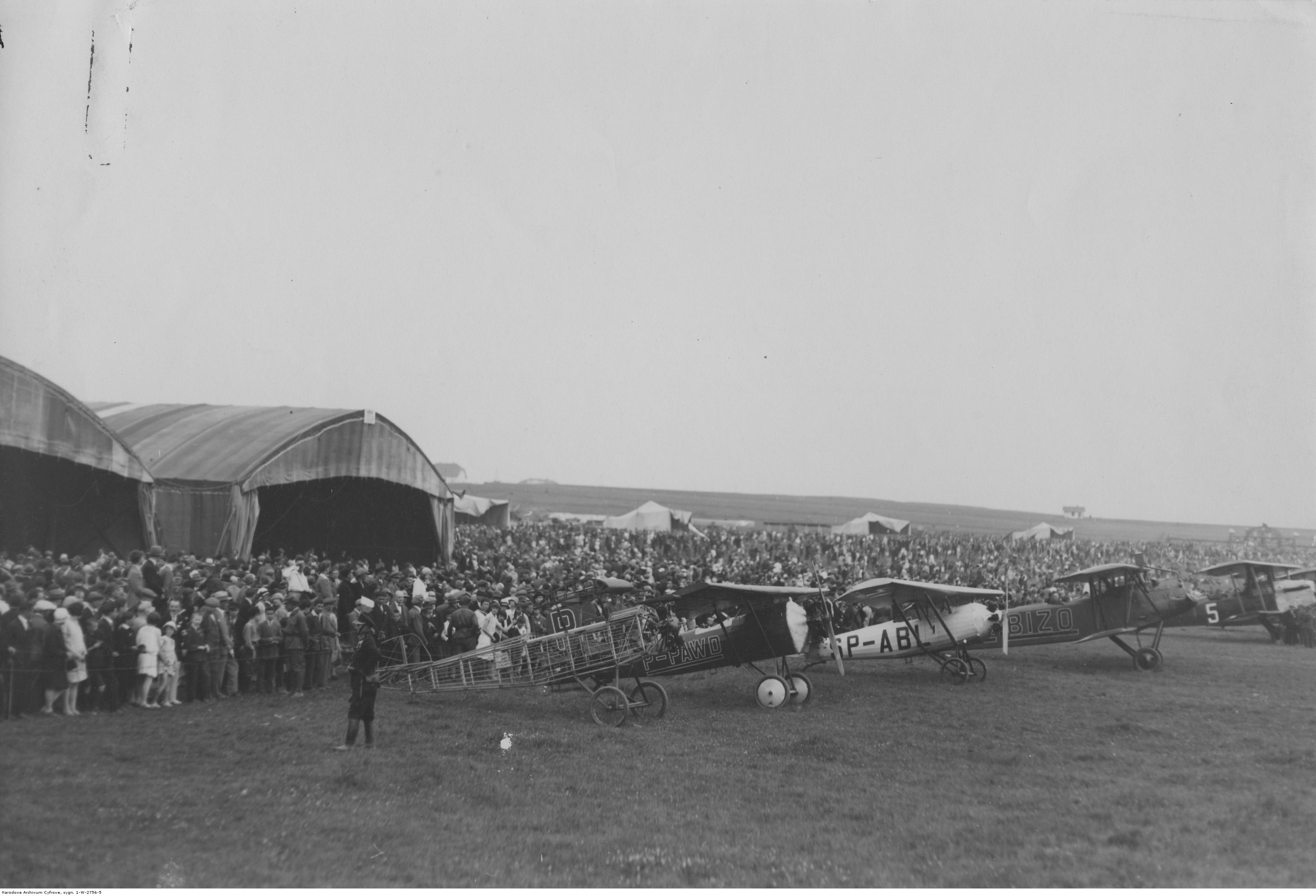
Tydzień Lotniczy w Krakowie w maju 1930 r. Widoczne m.in. DKD-IV SP-ABL i DKD-III P-PAWD.

W ramach przygotowań do II Krajowego Konkursu Awionetek, w drugiej połowie 1928 roku Stanisław i Mieczysław Działowscy rozpoczęli prace nad nowym projektem dwumiejscowego samolotu sportowego. Materiały do budowy dwóch egzemplarzy samolotu pozyskano na kredyt lub zakupiono na raty w wytwórniach lotniczych Plage i Laśkiewicz, PZL i PWS. Spory kłopot sprawiło uzyskanie silników do obu maszyn – Aeroklub Akademicki przekazał używany silnik gwiazdowy Anzani o mocy 45 KM, który zamontowano w drugim egzemplarzu płatowca nazwanego DKD-IV; napęd do pierwszego (początkowo oznaczonego DKD-V, a później DKD-IV bis) udało się zakupić dzięki sprzedaży znaczków okolicznościowych o nominale 10 gr i pocztówek wyemitowanych przez krakowski oddział Ligi Obrony Powietrznej i Przeciwgazowej, a także lotów propagandowych S. Działowskiego na DKD-III (nowy silnik Siemens-Halske o mocy 55 KM). Oba samoloty powstały w warsztacie Działowskich na lotnisku rakowickim (kadłuby) oraz w warsztatach 2. pułku lotniczego w Krakowie (skrzydła), a koszt budowy jednego egzemplarza wyniósł 4000 złotych.
Oba egzemplarze DKD-IV zostały oblatane we wrześniu 1928 roku na lotnisku Rakowice-Czyżyny. Masa własna DKD-IV z silnikiem Anzani (nr fabryczny 2), która miała wynosić 260 kg, została przekroczona tylko nieznacznie; masa płatowca z silnikiem Siemens-Halske (nr fabryczny 1) znacznie przewyższała projektowaną (344 kg zamiast 280 kg). W październiku jeden z samolotów przeszedł pomyślnie próbę wytrzymałości statycznej przeprowadzoną przez Instytut Badań Technicznych Lotnictwa.
W dniach 29 października – 1 listopada 1928 roku oba płatowce wzięły udział w II Krajowym Konkursie Awionetek w Warszawie. Do zawodów zgłoszonych zostało 16 samolotów (ostatecznie udział wzięło 14), w tym trzy Działowskich – oprócz dwóch DKD-IV w rywalizacji uczestniczył również DKD-III pilotowany przez samego konstruktora. W czasie przelotu samolotów z Krakowa do Warszawy oba DKD-IV uległy uszkodzeniom: DKD-IV bis z załogą por. pil. Kaczmarczyk i M. Działowski skapotował na warszawskim lotnisku, a DKD-IV z załogą instruktor-pilot Józef Bargiel i Karolina Iwaszkiewiczówna uszkodził podwozie podczas przymusowego lądowania. Samoloty zostały naprawione dzięki pomocy mechaników Polskiej Linii Lotniczej „Aerolot” i wzięły udział w zawodach. Konkurs zakończył się triumfem zbudowanych przez Działowskich samolotów, gdyż DKD-IV z załogą Józef Bargiel i Karolina Iwaszkiewiczówna z Aeroklubu Akademickiego zajął pierwsze miejsce, DKD-IV bis z załogą por. pil. Kaczmarczyk i M. Działowski był piąty, zaś DKD-III pilotowany przez S. Działowskiego zajął miejsce trzecie. Zwycięski DKD-IV osiągnął czwarty wynik w próbie najkrótszego startu (po rozbiegu wynoszącym 80 metrów), czwartą najkrótszą drogę lądowania (110 metrów), trzecią lokatę w prędkości wznoszenia w ciągu 30 minut (osiągając pułap 2280 metrów), szósty najszybszy czas demontażu i montażu (21 minut i 13 sekund), a w sześciokrotnym przelocie na trasie Warszawa – Piaseczno osiągnął czas 1 godziny 25 minut i 38 sekund (średnia prędkość 120 km/h), co było trzecim rezultatem Konkursu. DKD-IV bis zanotował następujące wyniki: rozbieg 100 metrów, dobieg 160 metrów, pułap 2235 metrów, czas demontażu i montażu 15 minut i 42 sekundy oraz czas przelotu na trasie Warszawa – Piaseczno 1 godzina 25 minut i 38 sekund. W klasyfikacji końcowej DKD-IV zgromadził 495,9 punktu, za co konstruktor otrzymał nagrodę pieniężną w wysokości 10 000 złotych, zaś pilot puchar ufundowany przez Aeroklub RP.
Sukces odniesiony przez samoloty Działowskich skłonił dowódcę 2. pułku lotniczego w Krakowie, mjra Tadeusza Wereszczyńskiego do złożenia zamówienia 25 egzemplarzy DKD-IV dla lotnictwa wojskowego. Rozpoczęto przygotowania do podjęcia produkcji seryjnej, zakładając firmę „Bracia Działowscy” oraz gromadząc materiały i oprzyrządowanie, jednak Departament Aeronautyki nie zaakceptował zamówienia. Pierwszy budowany dla wojska samolot został ukończony na przełomie 1928 i 1929 roku dla Aeroklubu Akademickiego w Krakowie (wyposażony był w silnik Anzani i miał zmodyfikowane podwozie).
Wiosną 1929 roku samoloty DKD-IV otrzymały następujące numery rejestracyjne: DKD-IV bis (nr fabryczny 1) SP-ABA, DKD-IV (nr fabryczny 2) SP-ABL, a DKD-IV (nr fabryczny 3) SP-ABY. W 1929 roku DKD-IV bis SP-ABA eksponowany był na Powszechnej Wystawie Krajowej w Poznaniu. 6 października 1929 roku trzy samoloty konstrukcji Działowskich wzięły udział w Locie Południowo-Zachodniej Polski (S. Działowski na SP-ABY zajął w nim 3. miejsce). 28 stycznia 1930 roku SP-ABL pilotowany przez Jana Sołtykowskiego trzykrotnie przeleciał pod Mostem Dębnickim w Krakowie. W maju 1930 roku pilot K. Piotrowski na DKD-IV odbył lot do Brna i Ołomuńca. 3 sierpnia 1930 roku jeden z samolotów DKD-IV wziął udział w Podhalańskim Zlocie Awionetek w Nowym Targu. Na samolocie SP-ABY czasowo powiększono ster kierunku, by umożliwić loty z akrobatą podwieszonym na trapezie.
Od 24 września do 6 października 1930 roku DKD-IV bis pilotowany przez ppor. pil. E. Kowalczyka wziął udział w III Krajowym Konkursie Awionetek w Warszawie, oznaczony numerem 14. W zawodach miało wziąć udział 27 maszyn, jednak ostatecznie w rywalizacji uczestniczyło 19 awionetek (m.in. z powodu przekroczenia dopuszczalnej masy własnej do konkursu nie dopuszczono najnowszego samolotu Działowskich – DKD-V). DKD-IV uzyskał następujące wyniki: długość startu wyniosła 190 metrów, czas wznoszenia na wysokość 1500 metrów wyniósł 27 minut, a w próbie szybkości w obwodzie zamkniętym o długości 181,2 km (pięciokrotne pokonanie trasy Warszawa – Raszyn – Piaseczno – Warszawa) zanotował średnią prędkość 124,9 km/h i zużycie paliwa 14,07 kg/100 km. Podczas lotu okrężnego o długości 2718 km DKD-IV został uszkodzony i ostatecznie zajął w zawodach 11. miejsce.
W 1934 roku SP-ABL został wyremontowany i przebudowany na jednomiejscowy (zakryto przednią kabinę, a kadłub pokryto nowym płótnem położonym bezpośrednio na kratownicy, przez co boki stały się płaskie). Samolot był używany w Aeroklubie Krakowskim do końca lipca 1935 roku.

## Opis konstrukcji i dane techniczne

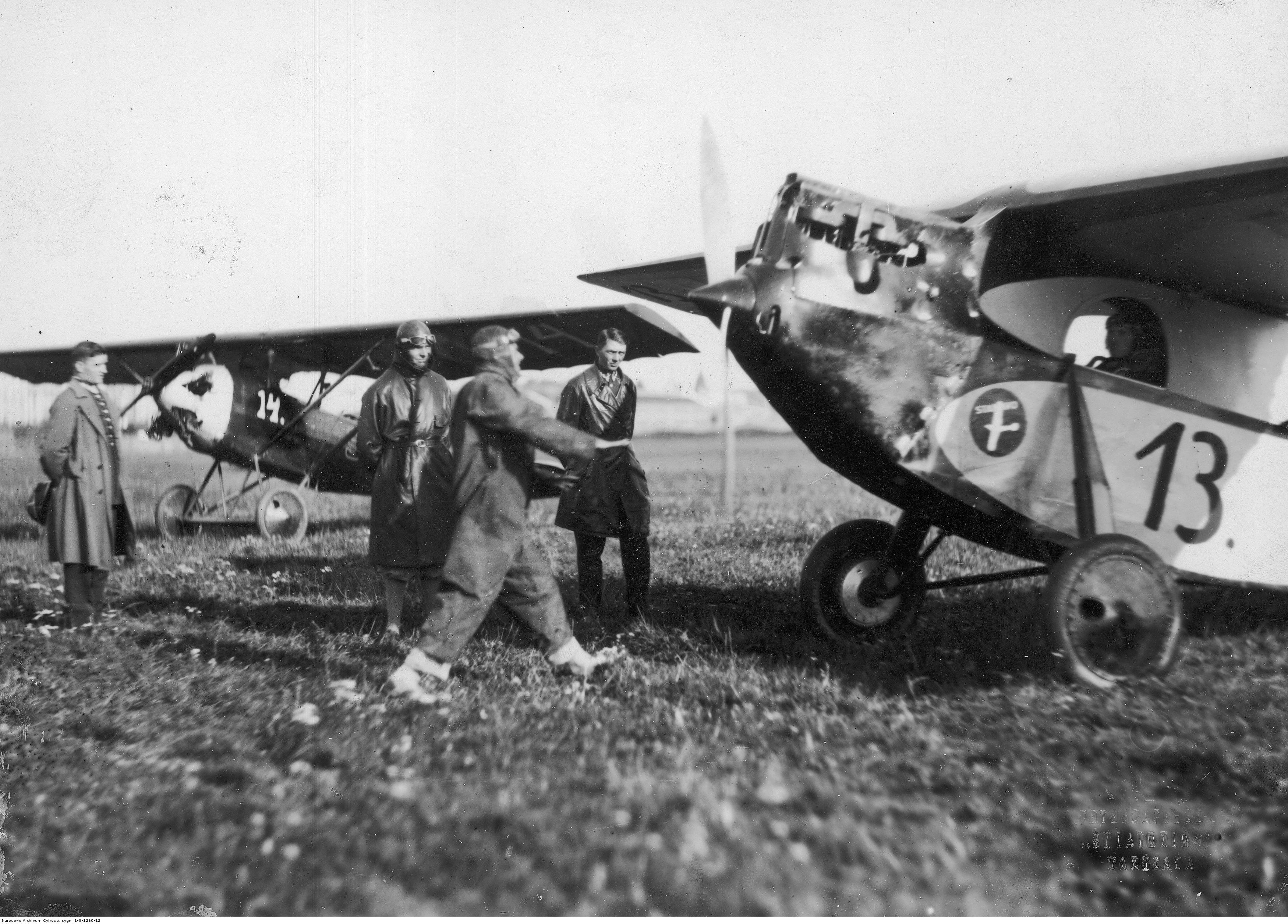
DKD-IV bis (z nr 14) podczas III Krajowego Konkursu Awionetek w Warszawie

DKD-IV był jednosilnikowym, dwumiejscowym, sportowym górnopłatem typu parasol o konstrukcji mieszanej. Kadłub o przekroju prostokątnym tworzyła wykonana ze spawanych rur stalowych kratownica, wykrzyżowana drutami stalowymi, kryta płótnem obciągniętym na listwach drewnianych (z wyjątkiem przodu i góry kadłuba pod płatem z pokryciem z blachy aluminiowej). Kabiny otwarte, osłonięte wiatrochronami, obie wyposażone w sterownice. Załoga miała do dyspozycji stopień z lewej strony kadłuba, ułatwiający wsiadanie do kokpitów.
Płat o obrysie trapezowym, dwudźwigarowy, dwudzielny, konstrukcji drewnianej, kryty płótnem z wyjątkiem krytej sklejką krawędzi natarcia; przymocowany do kadłuba na piramidce z rur stalowych wykrzyżowanych drutem oraz podparty dwiema parami zastrzałów wykonanych z rur stalowych, także wykrzyżowanych drutem. Rozpiętość skrzydeł wynosiła 9 metrów, a powierzchnia nośna 13,5 m². Lotki poruszane były popychaczami i linkami, a stery linkami.
Długość samolotu wynosiła 5,5 metra (DKD-IV) lub 5,6 metra (DKD-IV bis), a wysokość 2,28 metra (DKD-IV) lub 2,2 metra (DKD-IV bis). Masa własna płatowca wynosiła 264 kg (DKD-IV) lub 344 kg (DKD-IV bis), masa użyteczna 230 kg (DKD-IV) lub 242–294 kg (DKD-IV bis), zaś masa całkowita (startowa) 548 kg (DKD-IV) lub 616–637 kg (DKD-IV bis). Obciążenie powierzchni wynosiło 47 kg/m², zaś współczynnik obciążenia niszczącego miał wartość 6. Usterzenie o płaskim profilu, spawane z rur stalowych, kryte płótnem. Stateczniki usztywnione między sobą i kadłubem przy pomocy drutu stalowego.
Podwozie klasyczne, dwukołowe, osiowe, z oprofilowaną osią, ze spawanych rur stalowych usztywnionych drutem, amortyzowane sznurem gumowym; z tyłu także amortyzowana płoza ogonowa.
Napęd DKD-IV stanowił chłodzony powietrzem, 6-cylindrowy silnik gwiazdowy Anzani o mocy 33 kW (45 KM) przy 1450 obr./min i masie 72 kg; na DKD-IV bis zamontowano chłodzony powietrzem, 5-cylindrowy silnik gwiazdowy Siemens-Halske Sh-4 o mocy 40 kW (55 KM). Silnik napędzał stałe, drewniane, dwułopatowe śmigło ciągnące. Obciążenie mocy wynosiło 12 kg/KM (DKD-IV) lub 11,6 kg/KM (DKD-IV bis). Zbiornik na 60 kg paliwa znajdował się w przedniej części kadłuba za silnikiem. Prędkość maksymalna na poziomie morza wynosiła 135 km/h (DKD-IV) lub 140 km/h (DKD-IV bis), prędkość przelotowa 126 km/h, zaś prędkość minimalna 75 km/h (DKD-IV) lub 80 km/h (DKD-IV bis). Przelotowe zużycie paliwa wynosiło 10,5 litra/h (DKD-IV) lub 13 litrów/h (DKD-IV bis). Maszyna osiągała pułap 2270 metrów z prędkością wznoszenia wynoszącą 1,5 m/s (DKD-IV) lub 2236 metrów z prędkością wznoszenia 1,4 m/s (DKD-IV bis). DKD-IV charakteryzował się rozbiegiem wynoszącym 90 metrów i dobiegiem 110 metrów (DKD-IV bis odpowiednio 100 i 160 metrów).

### Malowanie
DKD-IV pomalowany był na kolor jasny, zaś DKD-IV bis na kolor ciemny.